# Schwarzschild-sugár
A Schwarzschild-sugár, más néven gravitációs sugár minden tömeggel rendelkező testre megállapítható távolságérték. Egy test Schwarzschild-sugara az ugyanannyi teljes energiájú, gömbszimmetrikus fekete lyuk eseményhorizontjának a sugara. Égitestek tömegének alternatív mértékegységeként is alkalmazható.
Nevét Karl Schwarzschild német fizikusról kapta, aki 1916-ban találta meg az Einstein-egyenletek első egzakt megoldását, a Schwarzschild megoldást. Az általa vizsgált téridő-geometriának van egy koordináta-szingularitása, amely egy gömbfelület, ennek a sugarát nem sokkal halála után róla nevezték el.
Kiszámítása:
{\displaystyle r_{s}={\frac {2Gm}{c^{2}}}}
ahol
{\displaystyle r_{s}} a Schwarzschild-sugár
{\displaystyle G} a gravitációs állandó
{\displaystyle m} a test tömege
{\displaystyle c} a fénysebesség értéke vákuumban.
A 2G/c2 közelítő értéke 1,48 × 10−27 m/kg. Ha ezt {\displaystyle S}-sel jelöljük, akkor {\displaystyle r_{s}} = {\displaystyle m}·{\displaystyle S} méter.

## Példák aNaprendszerből
| Égitest    | {\displaystyle Gm\quad \left[{\frac {\mathrm {m} ^{3}}{\mathrm {s} ^{2}}}\right]} | {\displaystyle r_{s}\quad \left[\mathrm {m} \right]} |
| ---------- | --------------------------------------------------------------------------------- | ---------------------------------------------------- |
| Nap        | {\displaystyle 1{,}32712440018\cdot 10^{20}}                                      | {\displaystyle 2{,}9532500765\cdot 10^{3}}           |
| Merkúr     | {\displaystyle 2{,}2032\cdot 10^{13}}                                             | {\displaystyle 4{,}9028\cdot 10^{-4}}                |
| Vénusz     | {\displaystyle 3{,}24859\cdot 10^{14}}                                            | {\displaystyle 7{,}2291\cdot 10^{-3}}                |
| Föld       | {\displaystyle 3{,}986004418\cdot 10^{14}}                                        | {\displaystyle 8{,}870056078\cdot 10^{-3}}           |
| Hold       | {\displaystyle 4{,}902800582\cdot 10^{13}}                                        | {\displaystyle 1{,}091020268\cdot 10^{-4}}           |
| Mars       | {\displaystyle 4{,}2828\cdot 10^{13}}                                             | {\displaystyle 9{,}5305\cdot 10^{-4}}                |
| Jupiter    | {\displaystyle 1{,}26686534\cdot 10^{17}}                                         | {\displaystyle 2{,}81915558\,}                       |
| Szaturnusz | {\displaystyle 3{,}7931187\cdot 10^{16}}                                          | {\displaystyle 0{,}84408275\,}                       |
| Uránusz    | {\displaystyle 5{,}793947\cdot 10^{15}}                                           | {\displaystyle 0{,}1289327\,}                        |
| Neptunusz  | {\displaystyle 6{,}836529\cdot 10^{15}}                                           | {\displaystyle 0{,}1521333\,}                        |

A definíció értelmében ha egy égitest sugara kisebb, mint az ő tömegéhez tartozó Schwarzschild-sugár, akkor az égitest felszíne a saját eseményhorizont-gömbjén belülre került, vagyis a felszínről való eltávolodáshoz már a fénysebesség is kevés, azaz az égitest egy fekete lyuk.
A táblázat szerint ehhez a Nap teljes tömegét kb. 3 kilométer sugarú gömbbé kellene összepréselni. Hogy a saját gravitációja ehhez közel sem elég, azt mutatja az, hogy a Nap gömbjének sugara jelenleg 700 ezer kilométer.
Ahhoz, hogy a Földet fekete lyukká változtassuk, kb. 9 mm sugarú, vagy annál kisebb golyóvá kellene a teljes tömegét összenyomni, a Jupiter esetében – melynek a tömege bolygónk 318-szorosa – ez a kritikus sugár kb. 2,8 m. Ezeknek a helyzeteknek a létrehozása persze jelen ismereteink szerint kivitelezhetetlen.
A számítás természetesen visszafelé is elvégezhető. Az itt látható fantáziarajzon a fekete gömb az annak közepén levő, ismeretlen méretű égitest által létrehozott eseményhorizont gömbje. Ha lehetőségünk volna a gömb sugarát megmérni, akkor megmondhatnánk az ehhez a Schwarzschild-sugárhoz tartozó tömeg, az ezt a fekete lyukat létrehozó égitest tömegének értékét. (Megjegyzendő, hogy ennek az értéknek a megállapítására más, nagy távolságból is alkalmazható lehetőségek is vannak.)